# Monte Ibuki
El monte Ibuki (伊吹山 Ibuki-yama?) es una montaña de 1.377 m de altitud localizada en la frontera entre Maibara, Prefectura de Shiga e Ibigawa, Prefectura de Gifu, Japón. Es una de las 100 Famosas Montañas Japonesas, y también se encuentra en la lista de las 100 Montañas de Kinki y las 50 Montañas de Shiga . El monte Ibuki es la montaña más alta de Shiga.

## Situación
El monte Ibuki es el pico más alto de la Sierra Ibuki, el cual se extiende de norte a sur en la frontera entre las prefecturas de Shiga y Gifu. Localizado en el extremo sur de la sierra con las Montañas Suzuka no muy lejos hacia el sur, una pequeña llanura en el pie de la montaña se convirtió en uno de los puntos estratégicos más importantes de la historia japonesa, en la batalla de Sekigahara.

## Naturaleza
El monte Ibuki es conocido por recibir la nevada más grande en la historia registrada del mundo. El 14 de febrero de 1927, la profundidad de la nieve en la cima era de 11,82 m. Según los informes gubernamentales, es un récord mundial. Desde la antigüedad, el monte Ibuki ha sido conocido por su rica variedad de animales y vegetación salvaje.

## Ruta
El monte Ibuki es una montaña fácil de escalar. Hay tres formas de subir a la montaña. La más fácil es usar el Ibuki Driveway (伊吹山ドライブウェイ?). Desde el aparcamiento hay solo 10 minutos a pie hasta la cima. El segundo método es usar el telesilla hacia "Sangome" y andar hasta la cúspide, que cuesta unas 2 horas. El último método es simplemente escalar la montaña desde su base. Muchos escaladores empiezan su ascenso desde la parada de autobús de Ibuki-Tozanguchi, a 10 minutos con autobús desde la estación de Omi-Nagaoka, en la línea Tōkaidō.

## Acceso
- Parada de autobús de Ibuki-Tozanguchi, de Kokoku Bus

## Galería

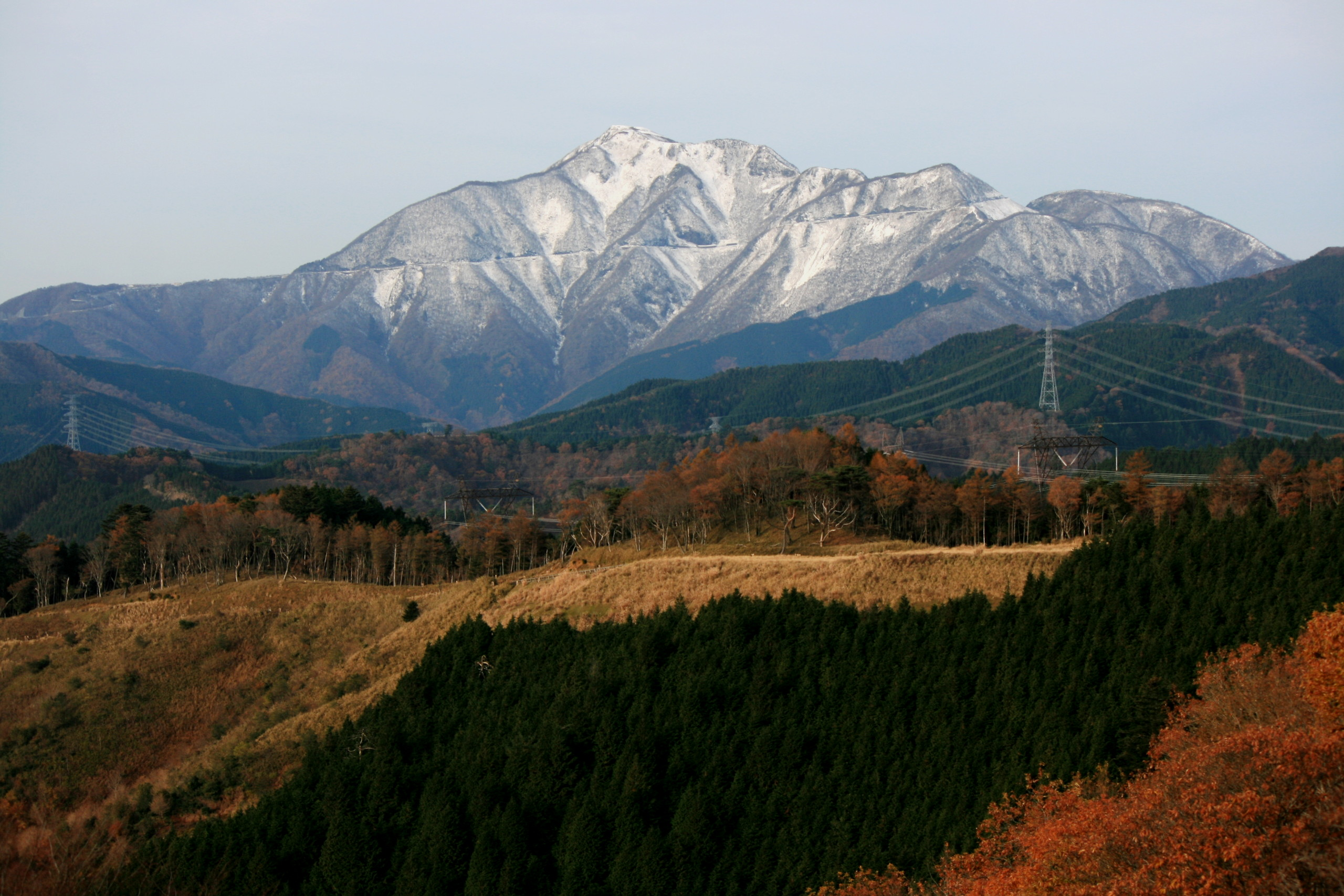
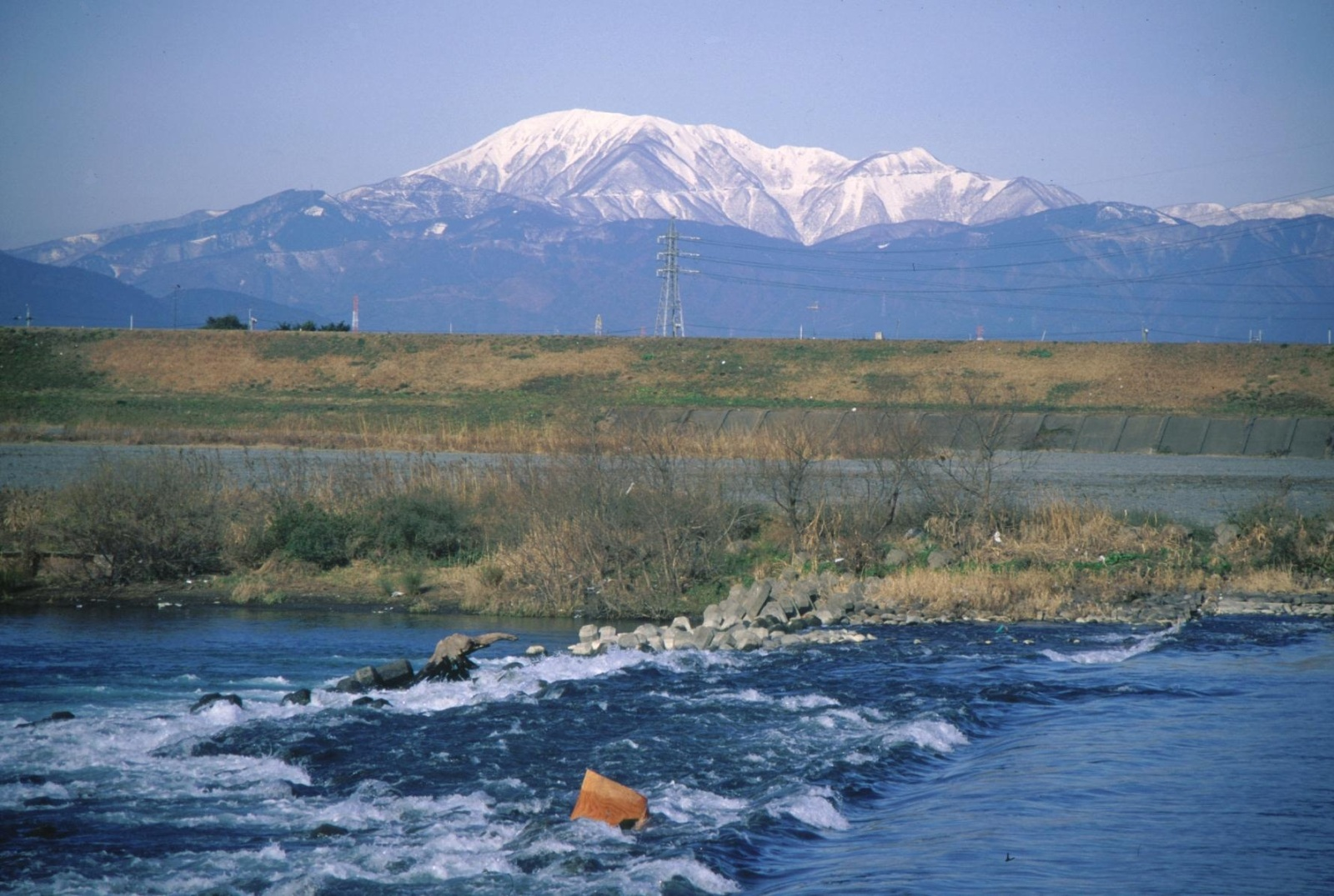
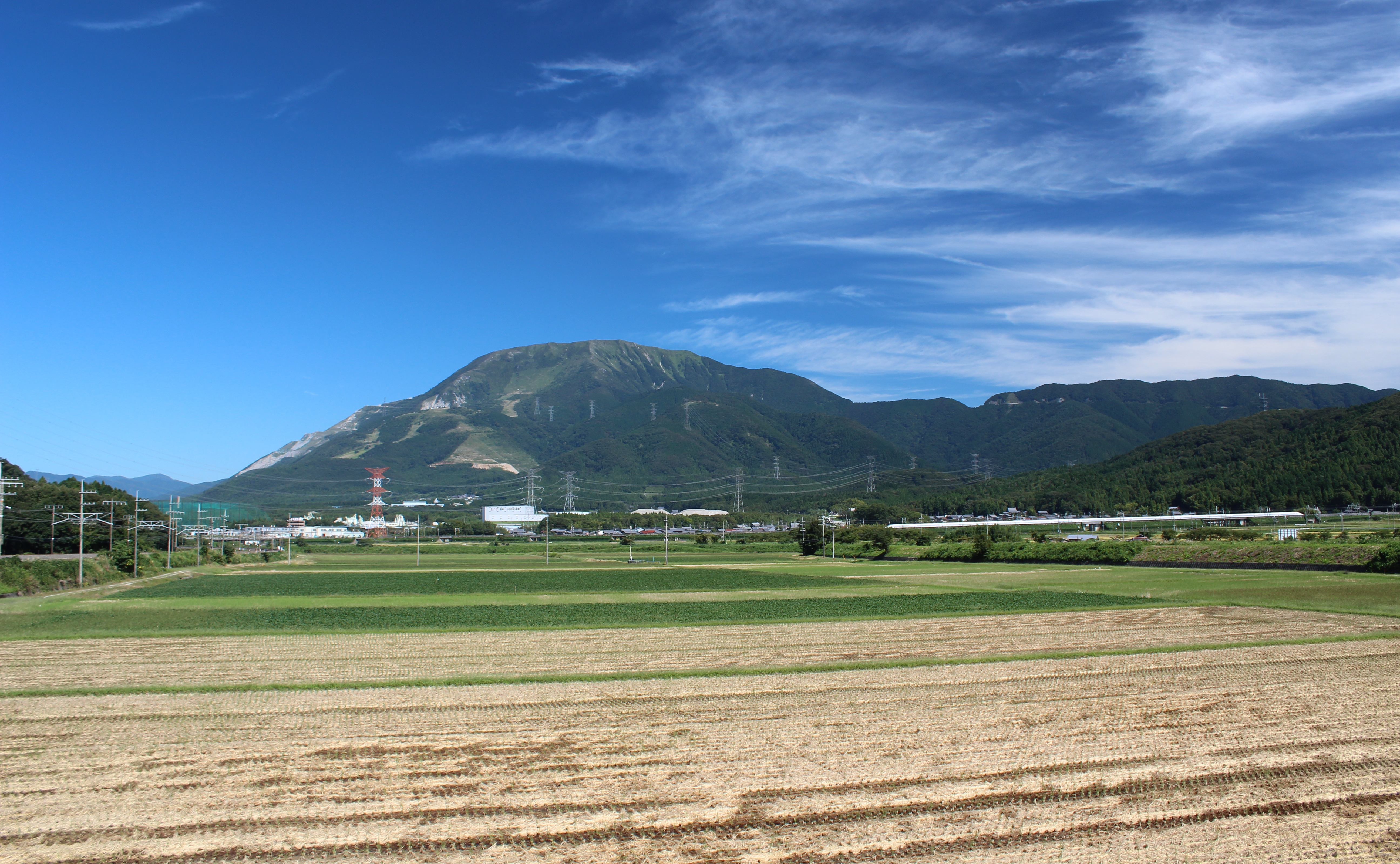
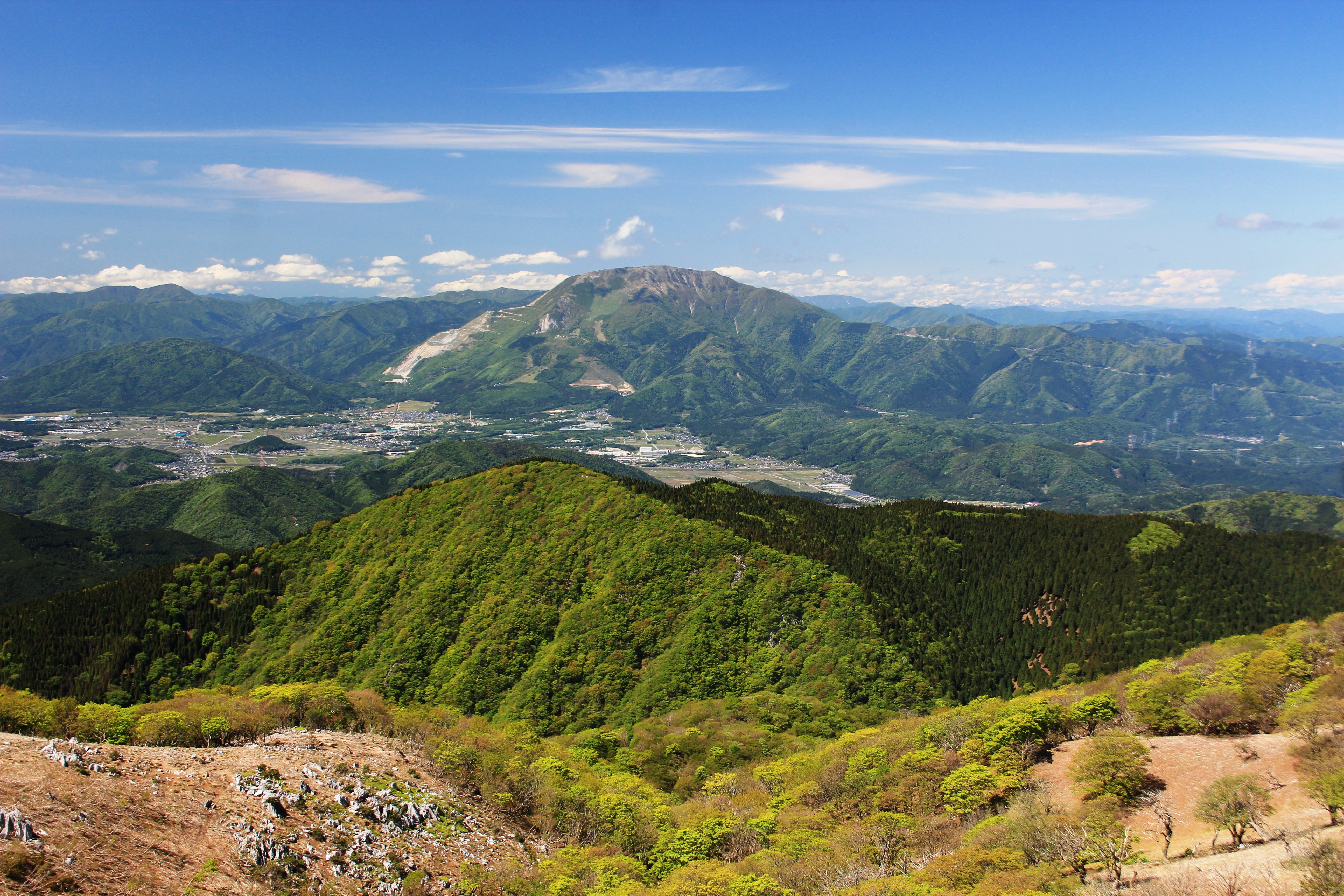
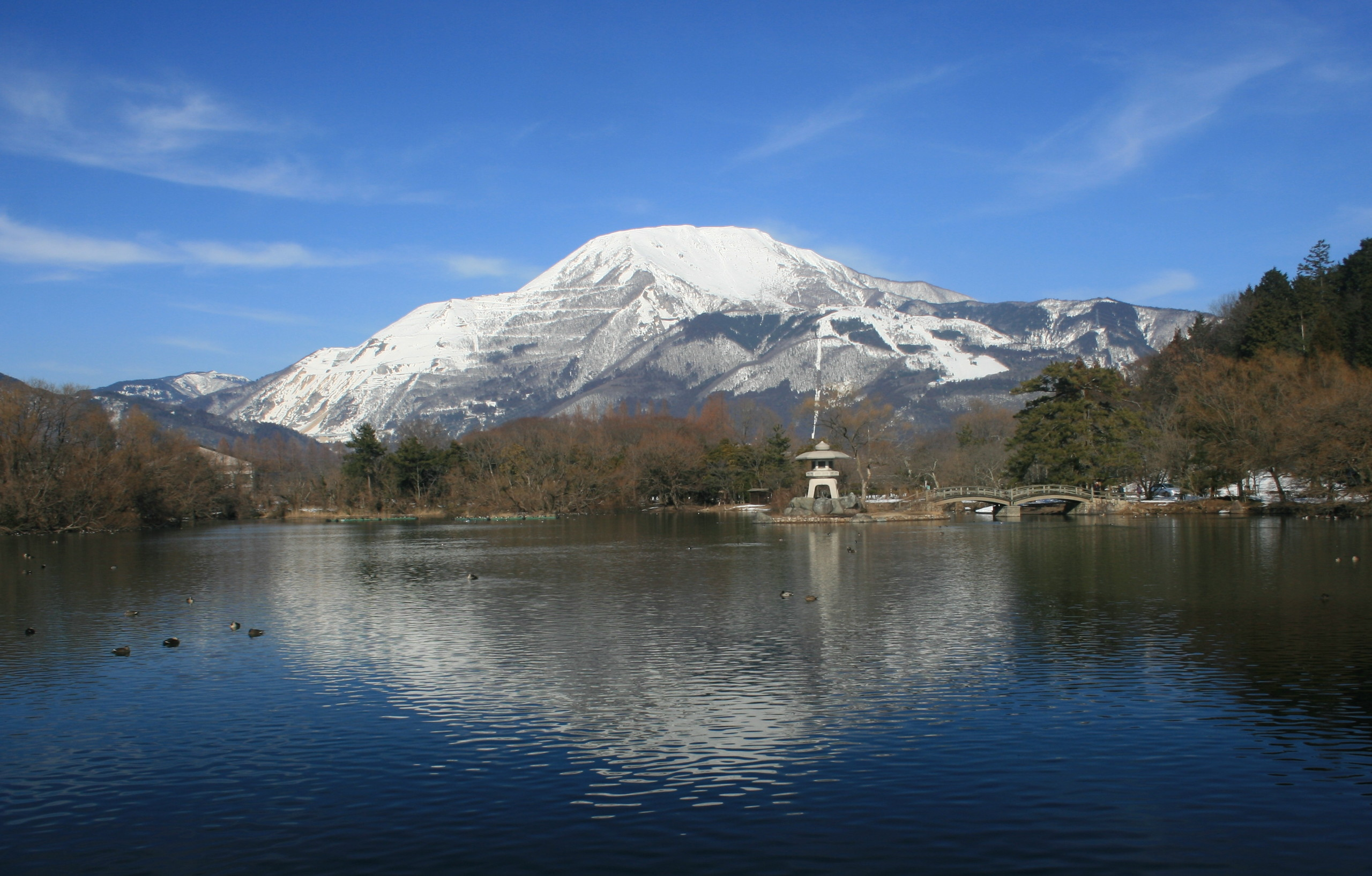
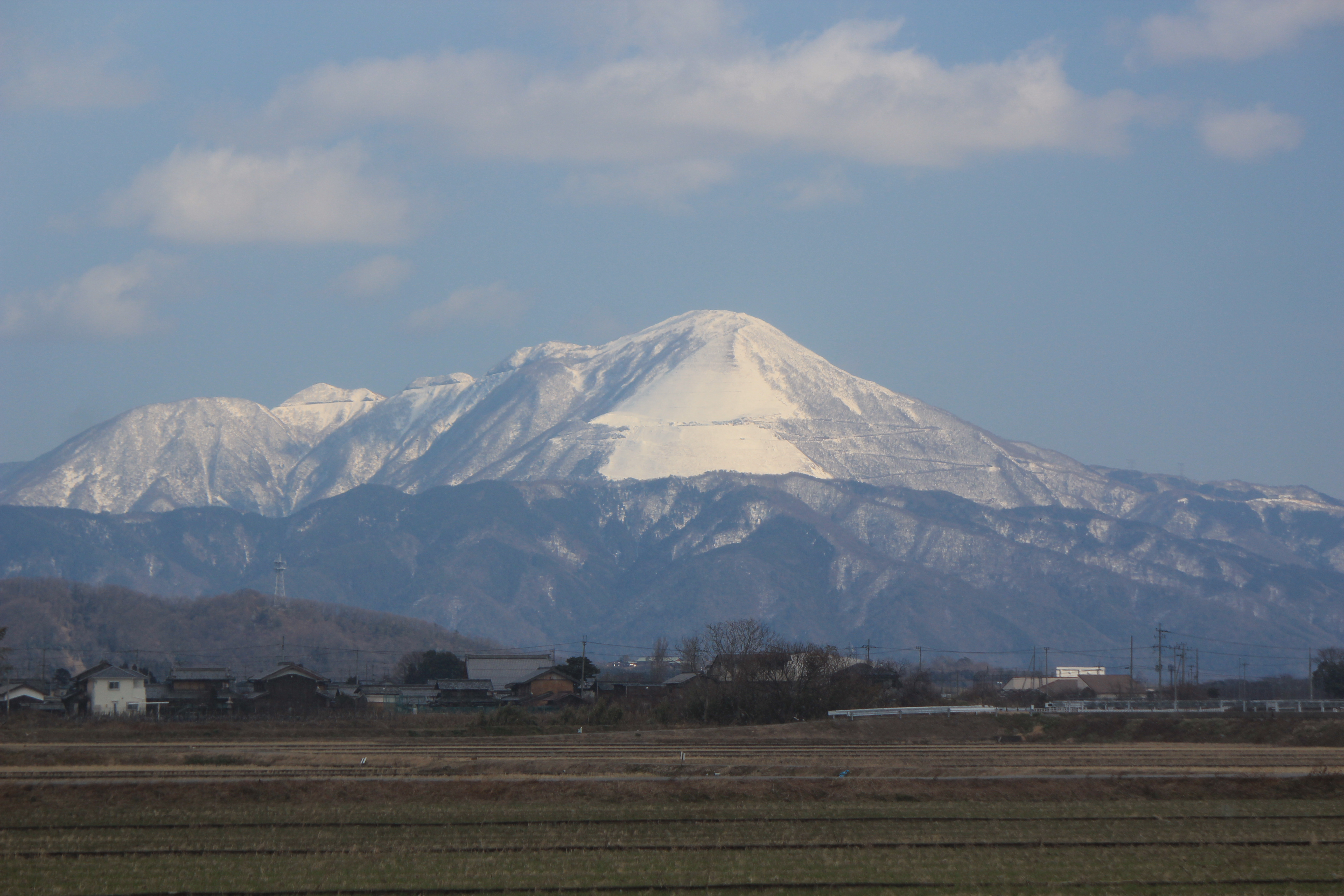
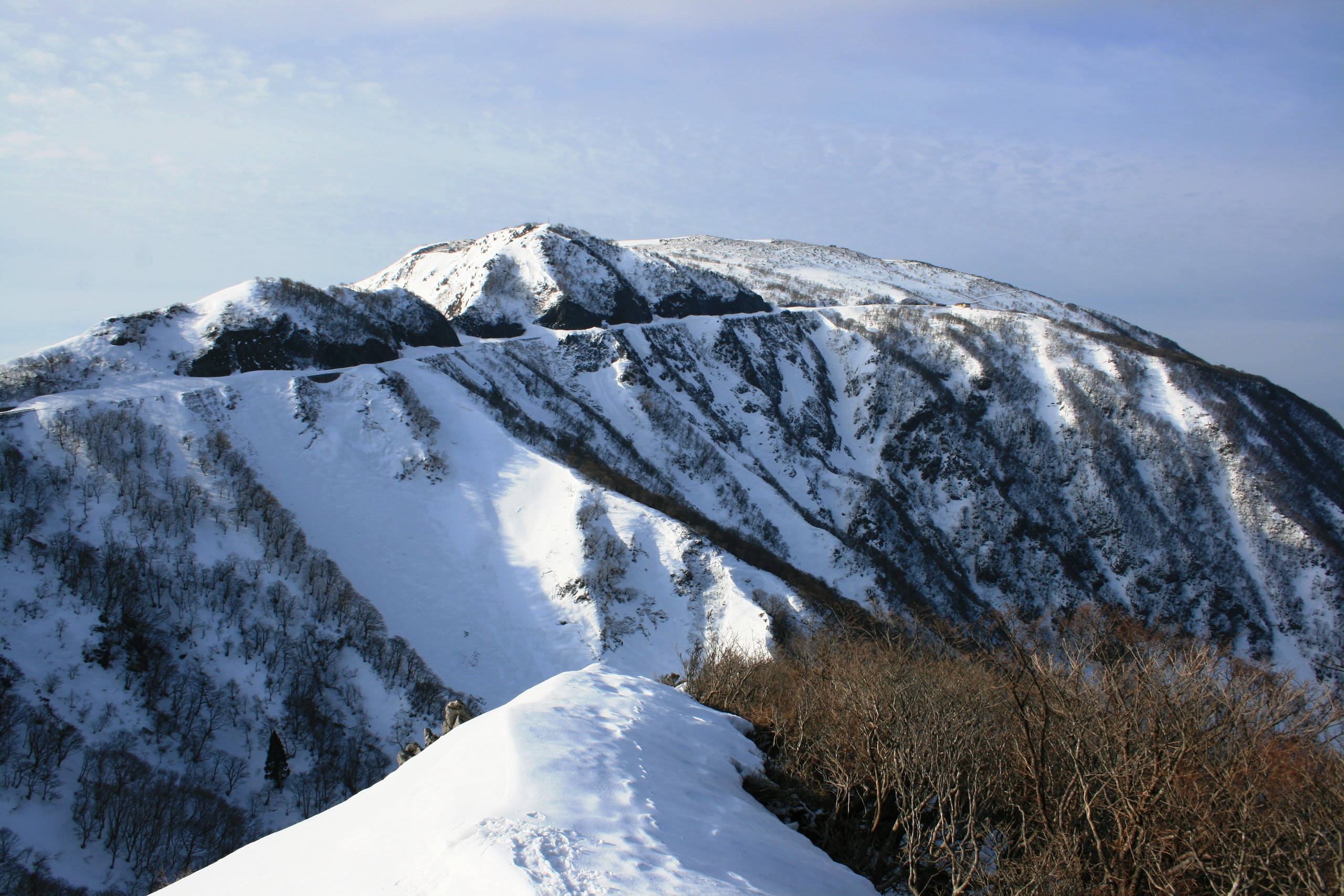
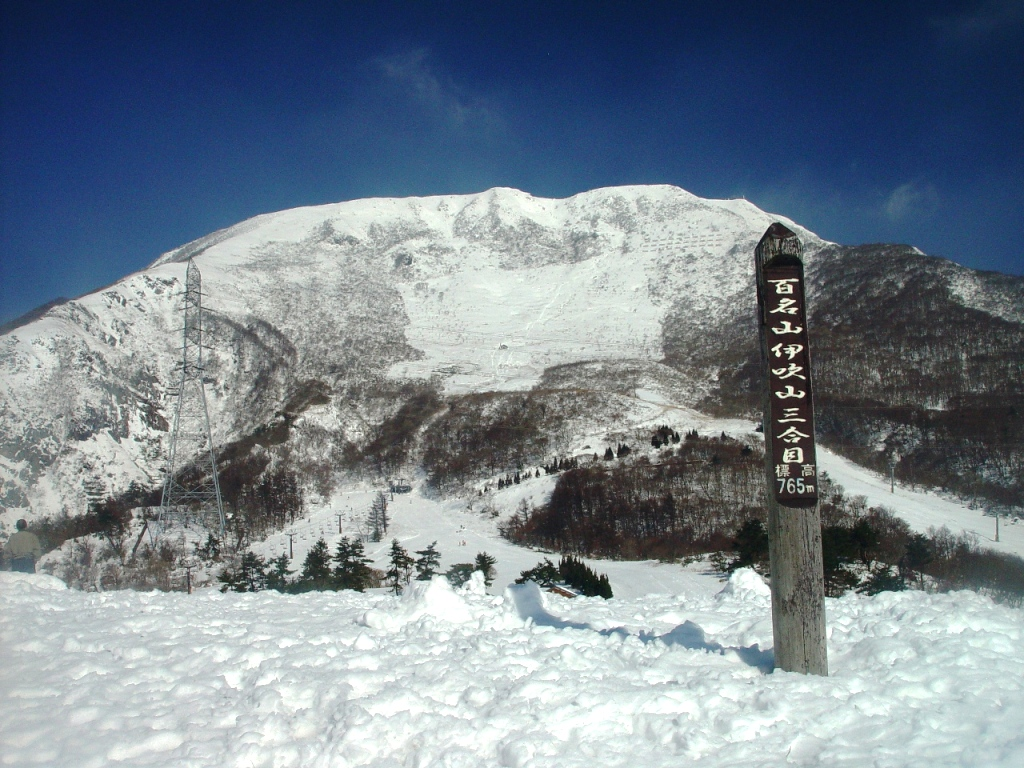
El Monte Ibuki nevado